# آلن ویلسون
 آلن ویلسون (انگلیسی: Allan Wilson؛ ۱۸ اکتبر ۱۹۳۴ – ۲۱ ژوئیهٔ ۱۹۹۱) یک دانشمند اهل نیوزیلند و استاد بیوشیمی در دانشگاه کالیفرنیا، برکلی، پیشگام در استفاده از رویکردهای مولکولی برای درک تغییرات تکاملی و بازسازی فیلوژنی ها در مطالعه تکامل انسان بود.  او یکی از جنجالی ترین شخصیت های زیست شناسی قرن بیستم بود.  کار او توجه زیادی را از داخل و خارج از دنیای آکادمیک به خود جلب کرد. 
وی همچنین برنده جوایزی همچون کمک هزینه گوگنهایم شده است.